# Rabi'a al-'Adawiyya
  Rabi'a al-'Adawiyya  (àrab: رابعة العدوية القيسية‎)  (Bàssora, 714 ↔ 718 - Bàssora, 801 (Gregorià)) (àrab: رابعة العدوية القيسية, Rābiʿa al-ʿAdawiyya al-Qaysiyya) va ser una «santa» musulmana i mística sufí. La seva vida està envoltada d'elements mítics que fan difícil de discernir entre el personatge històric i el llegendari.

## Biografia
Neix entre els anys 714 i 718 (100 i 108, del calendari hegirià) a la ciutat de Bàssora, a l'Iraq. Segons el poeta i místic persa Farid-ad-Din Attar, el seu naixement va estar envoltat de fets miraculosos. Va ser la quarta filla d'una família molt pobre, el seu nom es refereix al fet que va ser la quarta filla, i aviat va quedar òrfena. Va ser venuda com a esclava i, sempre segons la tradició, el seu amo la va posar en llibertat quan una nit la va descobrir en oració i envoltada de llum.
Una vegada alliberada es va establir al desert; més tard va marxar a Bàssora, on va construir una petita cabana per lliurar-se a la seva vida d'adoració, i al seu voltant es van anar reunint un gran nombre d'aspirants a la via espiritual, deixebles i companys que anaven a visitar-la per rebre els seus ensenyaments, demanar-li consell i escoltar les seves paraules. Va rebutjar nombroses ofertes de matrimoni, mentre, a poc a poc, s'anava estenent la seva fama, i a la seva barraca acudien els grans savis i polítics del seu temps; entre els seus deixebles més il·lustres es poden citar Màlik ibn Dinar, l'estudiós dels hadits Sufyan ath-Thawrí o el sufí Xaqiq al-Balkhí.